# Младост (футбольный клуб, Добой)
«Младост» (босн. Fudbalski klub Mladost Doboj Kakanj) — боснийский футбольный клуб из селения Добой, пригород города Какань одноимённой общины, кантон Зеница-Добой, федерация Боснии и Герцеговины. Основан 25 мая 1959 года. Домашние матчи команда проводит на стадионе «Младост ДК» общей вместимостью более 3 000 зрителей.
С 2015 года принимает участие в боснийской Премьер лиге, высшем дивизионе чемпионата Боснии и Герцеговины по футболу.

## История клуба
Клуб «Младост» был основан 25 мая 1959 года на базе футбольного клуба «Добой», основанного в 1956 году и принимавшего участие в соревнованиях местного региона. С тех пор клуб участвовал в турнирах низших футбольных лиг чемпионата Югославии, выступая в дивизионе Союзной республики Босния и Герцеговина. В чемпионате Югославии команда не отличалась весомыми результатами, ни разу не поднимаясь выше третьей югославской лиги.
После распада Югославии команда вошла в состав новообразованной футбольной Федерации Боснии и Герцеговины, вступив в один из низших дивизионов независимого боснийского первенства. С сезона 1994/95 в чемпионате Боснии команда принимала участие в региональной футбольной лиге кантона Зеница-Добой, по месту расположения клуба. С того момента и до конца 2000-х годов включительно клуб являлся неизменным участником дивизиона.
В сезоне 2008/09 в жизни клуба произошёл существенный прорыв: впервые в своей истории команда приняла участие в розыгрыше национального кубка, где в рамках первого раунда турнира уступила клубу «Сутьеска» из города Фоча со счётом 0:2. 
В сезоне 2009/10 клуб занял первое место в дивизионе «Зеница-Добой» и впервые поднялся во Вторую лигу зоны «Центр», третий по значимости дивизион боснийского первенства. Дебютный сезон в новой лиге команда завершила на четвёртом месте. 
Отыграв ещё один сезон в турнире, наконец, в 2013 году команда выигрывает чемпионат Второй боснийской лиги, став первой по итогам сезона 2012/13.
Клуб ожидал новый дебют – в турнире Первой боснийской лиги. Сезон 2013/14 в Первой лиге команда завершила на итоговом шестом месте, утвердившись в дивизионе в статусе крепкого середняка турнира.
В сезоне 2014/15 команда добилась наивысшего достижения в своей истории на тот момент, по итогам сезона став чемпионом Первой лиги. Команда заняла первое место, всего на два очка опередив ближайшего конкурента клуб «ГОШК» из города Габела, ставшего в итоге вторым. Впервые в истории клуб «Младост» поднялся в боснийскую Премьер лигу, высший дивизион чемпионата Боснии и Герцеговины.
Первый сезон в элитном дивизионе ожидаемо оказался сложным для клуба: весь сезон команда вела «борьбу за выживание» в элите. Тем не менее, задача была решена – забронировав за собой «спасительную» десятую строчку, команда сохранила прописку в Премьер лиге. Отрыв от клуба «Борац» из Баня-Луки, покинувшего турнир по итогам сезона, составил всего три балла.
Сезон 2016/17 выдался менее драматичным: не попав в пульку сильнейших команд по итогам регулярного чемпионата, клуб довольствовался итоговым восьмым местом в турнире аутсайдеров лиги, на пять очков опередив клуб «Металлац» из города Яйце, покинувшего Премьер лигу. В том же сезоне клуб добился наивысшего результата в национальном кубке, впервые дойдя до полуфинала турнира, в котором уступил финалисту «Сараево» со счётом 3:4 по итогам двух встреч.

## Стадион клуба
После выхода клуба в боснийскую Премьер лигу в 2015 году домашний стадион клуба был существенно модернизирован. На стадионе была воздвигнута новая трибуна, рассчитанная на 2 200 сидячих мест. Кроме того, на арене присутствует стоячая трибуна на 800 человек, так что общая вместимость стадиона составляет порядка 3 000 зрителей.

## Достижения клуба
- Первая лига
  -  Чемпион (1): 2014/15

- Вторая лига
  -  Чемпион (1): 2012/13

- Лига кантона Зеница-Добой
  -  Чемпион (1): 2009/10

## Статистика выступлений с 2013 года
| Сезон   | Ранг | Турнир       | Место | И  | В  | Н  | П  | ГЗ | ГП | РГ  | Очки | Кубок      | Исход |
| ------- | ---- | ------------ | ----- | -- | -- | -- | -- | -- | -- | --- | ---- | ---------- | ----- |
| 2013/14 | 2    | Первая лига  | 6     | 30 | 13 | 4  | 13 | 41 | 36 | +5  | 43   | –          |       |
| 2014/15 | 2    | Первая лига  | 1     | 30 | 19 | 2  | 9  | 39 | 25 | +14 | 59   | 1/8 финала |       |
| 2015/16 | 1    | Премьер лига | 10    | 30 | 10 | 9  | 11 | 29 | 39 | -10 | 39   | 1/4 финала |       |
| 2016/17 | 1    | Премьер лига | 8*    | 32 | 8  | 13 | 11 | 42 | 45 | -3  | 37   | 1/2 финала |       |
| 2017/18 | 1    | Премьер лига | -*    | -  | -  | -  | -  | -  | -  | -   | -    | –          |       |

- По итогам турнира плей-офф.